# Divisão Bobrov
A Divisão Bobrov é uma divisão da Liga Continental de Hóquei, parte da conferência oeste. Ela existe desde a segunda temporada e é formada por sete clubes, seu nome é uma homenagem ao ex-jogador de hóquei russo Vsevolod Bobrov.

## Equipes
Clubes atuais da Divisão Bobrov:
- Spartak Moscow
- SKA Saint Petersburg
- Dinamo Riga
- Jokerit Helsinki
- Slovan Bratislava
- Dinamo Minsk
- KHL Medveščak Zagreb

## Campeões da divisão
- 2016:  Jokerit Helsinki (108 pontos)
- 2015:  SKA Saint Petersburg (123 pontos)
- 2014:  SKA Saint Petersburg (105 pontos)
- 2013:  SKA Saint Petersburg (115 pontos)
- 2012:  SKA Saint Petersburg (113 pontos)
- 2011:  UHC Dynamo (96 pontos)
- 2010:  SKA Saint Petersburg (122 pontos)
- 2009:  Salavat Yulaev Ufa (129 pontos)

## Campeões da Copa Gagarin
- 2015:  SKA Saint Petersburg
- 2013:  Dynamo Moscow
- 2012:  Dynamo Moscow